# Geylegphug
Geylegphug sau Gelephu (în tibetană: དགེ་ལེགས་ཕུ་) este un oraș  în  partea de sud a Bhutanului, la granița cu India, în districtul Sarpang.